# Jerzy Przemysław Morawicz

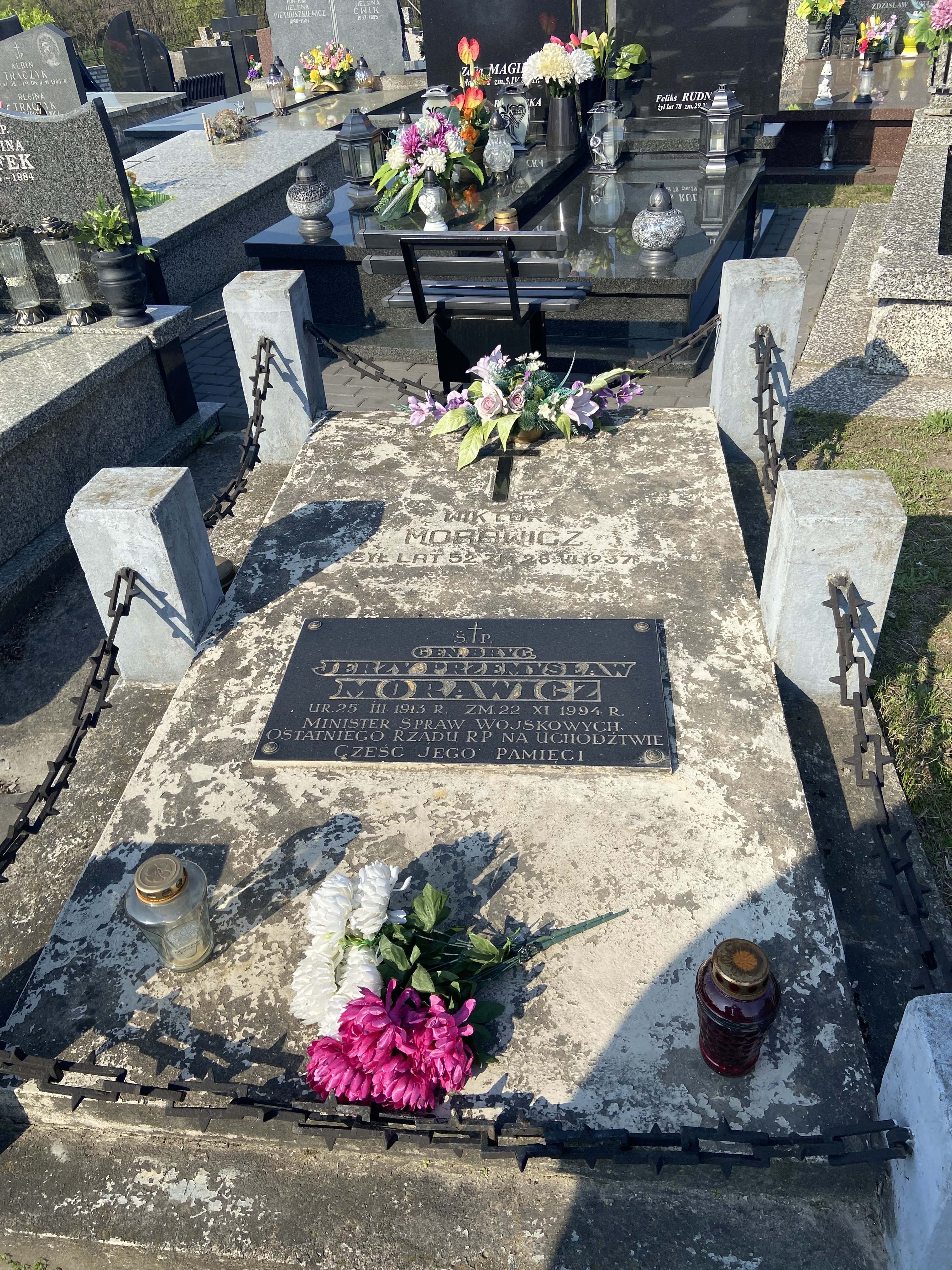
Grób Jerzego Morawicza

Jerzy Przemysław Morawicz (ur. 25 marca 1913 w majątku Krasne, zm. 21 listopada 1994 w Londynie) – porucznik saperów Wojska Polskiego i Polskich Sił Zbrojnych na Zachodzie, inżynier, w 1990 roku mianowany przez Prezydenta RP na uchodźstwie generałem brygady.

## Życiorys
Urodził się 25 marca 1913 roku w majątku Krasne, w gminie Pawłów ówczesnej guberni chełmskiej, w rodzinie Wiktora i Kazimiery z Rzewuskich. W 1931 roku ukończył Gimnazjum im. Stefana Czarnieckiego w Chełmie. 11 sierpnia 1931 roku rozpoczął służbę wojskową jako słuchacz VI Kursu Szkoły Podchorążych Rezerwy Artylerii we Włodzimierzu Wołyńskim. 29 czerwca 1932 roku ukończył szkołę, uzyskał tytuł podchorążego i został skierowany na praktykę w 2 pułku artylerii ciężkiej w Chełmie. Mieszkał wówczas w miejscowości Dub, poczta Kotlice. W latach 1932–1935 był podchorążym Szkoły Podchorążych Inżynierii w Warszawie. Na stopień podporucznika został mianowany ze starszeństwem z dniem 15 października 1934 roku i 5. lokatą w korpusie oficerów inżynierii i saperów. Minister Spraw Wojskowych wcielił go do batalionu elektrotechnicznego w Nowym Dworze Mazowieckim. W 1937 roku został przeniesiony do samodzielnej kompanii reflektorów przeciwlotniczych w Gdyni. Na porucznika awansował ze starszeństwem z dniem 19 marca 1938 roku i 6. lokatą w korpusie oficerów saperów. W sierpniu 1938 roku skierowany został do Wyższej Szkoły Inżynierii. W marcu 1939 był dowódcą plutonu w 2. kompanii batalionu szkolnego Szkoły Podchorążych Saperów. W sierpniu 1939 pełni obowiązki w 11 kompanii reflektorów przeciwlotniczych batalionu elektrotechnicznego.
W kampanii wrześniowej 1939 roku walczył na stanowisku oficera technicznego i zastępcy dowódcy 11 kompanii reflektorów przeciwlotniczych. Do 6 września uczestniczył w obronie przeciwlotniczej Warszawy, a następnie w walkach na Lubelszczyźnie. 19 września 1939 roku w rejonie wsi Unterwalden, w województwie tarnopolskim, dostał się sowieckiej niewoli. W listopadzie 1939 przedostał się na Węgry, a następnie do Francji i służył w Centrum Wyszkolenia Saperów. W czerwcu 1940 ewakuował się do Wielkiej Brytanii, do 1 samodzielnej kompanii saperów w Szkocji, a w styczniu 1941 przeniesiony został do Sztabu Naczelnego Wodza w Londynie. W grudniu 1944 roku został przydzielony do 1 Samodzielnej Brygady Spadochronowej na stanowisko kwatermistrza. Po wojnie ukończył Wyższą Szkołę Wojenną oraz British Army Staff College Camberley, a także Polish University College w Londynie. W 1947 roku awansował na majora. W latach 1980–1981 był prezesem Stowarzyszenia Techników Polskich w Wielkiej Brytanii.
1 marca 1985 roku prezydent RP na Uchodźstwie Edward Bernard Raczyński powołał go na urząd ministra spraw wojskowych w czwartym rządzie Kazimierza Sabbata.

29 maja 1986 roku prezydent RP na Uchodźstwie Kazimierz Sabbat mianował go Ministrem Spraw Wojskowych w pierwszym rządzie Edwarda Szczepanika.

1 listopada 1989 roku Prezydent RP na Uchodźstwie Ryszard Kaczorowski mianował go Ministrem Spraw Wojskowych w drugim rządzie Edwarda Szczepanika.

1 listopada 1990 roku został przeniesiony w stan spoczynku. 11 listopada 1990 roku prezydent RP na Uchodźstwie Ryszard Kaczorowski awansował go na generała brygady.
20 grudnia 1990 roku prezydent RP Ryszard Kaczorowski „wobec wypełnienia misji Naczelnych Władz Państwowych na Uchodźstwie i zakończenia prac Rządu” zwolnił go z urzędu ministra spraw wojskowych i jednocześnie złożył mu podziękowanie za „wieloletnią ofiarną i bezinteresowną pracę na stanowisku Ministra Spraw Wojskowych w służbie Rzeczypospolitej dla Jej Niepodległości i Suwerenności oraz Wolności Narodu”.
22 grudnia 1990 roku towarzyszył prezydentowi RP Ryszardowi Kaczorowskiemu w ceremonii przekazania insygniów władzy prezydenckiej prezydentowi RP Lechowi Wałęsie. Od 21 grudnia 1990 roku pełnił funkcję członka Komisji Likwidacyjnej Rządu RP.
Zmarł 21 listopada 1994 roku w Londynie. Uroczystości pogrzebowe odbyły się w kościele garnizonowym św. Andrzeja Boboli w Londynie. 23 lipca 1996 roku w Warszawie i Nowym Dworze Mazowieckim odbyły się uroczystości pogrzebowe prochów Generała, sprowadzonych z Anglii. Prochy zostały złożone w rodzinnym grobie w Nowym Dworze Mazowieckim.

## Upamiętnienie
Na podstawie uchwały Rady Miejskiej w Nowym Dworze Mazowieckim jedna z ulic miasta nosi nazwę „Generała Jerzego Przemysława Morawicza”.

## Ordery i odznaczenia
- Krzyż Komandorski Orderu Odrodzenia Polski - 1989[19]
- Krzyż Kawalerski Orderu Odrodzenia Polski - 1970
- Srebrny Krzyż Zasługi z Mieczami
- Medal Wojska
- Order Imperium Brytyjskiego